# Krvavý trůn
Krvavý trůn (japonsky 蜘蛛巣城 Kumonosudžó) je filmová adaptace Shakespearova dramatu Macbeth, přenesená do středověkého Japonska. Film natočil v roce 1957 japonský režisér Akira Kurosawa.

## Obsazení
| Toširó Mifune | Generál Wašizu   |
| Isuzu Jamada  | Asadži, manželka |
| Minoru Čiaki  | Miki             |
| Takaši Šimura | Norijasu Odagura |
| Akira Kubo    | Jošiteru         |

## Popis děje
Samurajové generál Wašizu a Miki zabloudí v Pavučinovém lese. Potkají přízrak, který jim předpoví jejich budoucnost. Když se dostanou ven z lesa, začne se věštba naplňovat.